# Clash at the Castle (2022)
Clash at the Castle (2022) – gala wrestlingu wyprodukowana przez federację WWE dla zawodników z brandów Raw i SmackDown. Odbyła się 3 września 2022 w Principality Stadium w Cardiff w Walii. Emisja była przeprowadzana na żywo za pośrednictwem serwisu strumieniowego Peacock w Stanach Zjednoczonych i WWE Network na całym świecie oraz w systemie pay-per-view. Była to pierwsza na gala na stadionie w Wielkiej Brytanii od SummerSlam w 1992 roku oraz pierwsze PPV w Wielkiej Brytanii od Insurrextion w 2003 roku.
Na gali odbyło się siedem walk, w tym jedna w pre-show. W walce wieczoru, Roman Reigns pokonał Drew McIntyre’a broniąc Undisputed WWE Universal Championship. W innych ważnych walkach, Seth „Freakin” Rollins pokonał Matta Riddle’a, Gunther pokonał Sheamusa i obronił Intercontinental Championship oraz Damage CTRL (Bayley, Dakota Kai i Iyo Sky) pokonały Biancę Belair, Alexę Bliss i Asukę w Six-woman Tag Team matchu. Na gali zobaczyliśmy także debiuty Solo Sikoi z NXT w głównym rosterze, jeden z kuzynów Reignsa i młodszy brat The Usos (Jey Uso i Jimmy Uso), tym samym oficjalnie dołączając do stajni The Bloodline oraz Giovanniego Vinciego także z NXT, który ponownie dołączył do Gunthera i Ludwiga Kaisera reformując stajnie Imperium.

## Produkcja i rywalizacje
Clash at the Castle oferowało walki profesjonalnego wrestlingu z udziałem wrestlerów należących do brandów Raw i SmackDown. Wyreżyserowane rywalizacje (storyline’y) były kreowane podczas cotygodniowych gal Raw i SmackDown. Wrestlerzy są przedstawieni jako heele (negatywni, źli zawodnicy i najczęściej wrogowie publiki) i face’owie (pozytywni, dobrzy i najczęściej ulubieńcy publiki), którzy rywalizują pomiędzy sobą w seriach walk mających budować napięcie. Kulminacją rywalizacji jest walka wrestlerska lub ich seria.

### Roman Reigns vs. Drew McIntyre
8 lipca na odcinku SmackDown, Drew McIntyre miał zmierzyć się z innym rodakiem z Europy Sheamusem, aby wyłonić pretendenta do Undisputed WWE Universal Championship na gali Clash at the Castle. Ponieważ Sheamus udawał chorobę, walka się nie odbyła. Walka została później przełożona na odcinek z 29 lipca jako „Good Old Fashioned Donnybrook” match, który wygrał McIntyre. Na SummerSlam następnej nocy, Roman Reigns zachował niekwestionowany tytuł w Last Man Standing matchu przeciwko Brockowi Lesnarowi, potwierdzając w ten sposób, że Reigns będzie obrońcą tytułu przeciwko McIntyre’owi na Clash at the Castle.

### Liv Morgan vs. Shayna Baszler
5 sierpnia na odcinku SmackDown, Shayna Baszler pokonała Aliyah, Natalyę, Raquel Rodriguez, Shotzi, Sonyę Deville i Xię Li w Gauntlet matchu zdobywając walkę o SmackDown Women’s Championship przeciwko Liv Morgan na gali Clash at the Castle.

### Six-woman Tag Team match
Na SummerSlam, Bianca Belair pokonała Becky Lynch broniąc Raw Women’s Championship. Po walce, Bayley, Dakota Kai i Iyo Sky skonfrontowały się z tą dwójką, z Lynch stojącą po stronie Belair przechodząc tym samym face turn. 1 sierpnia na odcinku Raw, Bayley, Kai i Sky zaatakowały Lynch kontuzjując ją. Także na tym samym odcinku, zainterweniowały w walce pomiędzy Alexą Bliss a Asuką. Belair dołączyła do brawlu, po stronie Bliss i Asuki. W następnym tygodniu, Bayley razem z Kai i Sky wezwały Belair, Bliss i Asukę na Six-woman Tag Team match na gali Clash at the Castle, a wyzwanie zostało zaakceptowane przez ówczesną mistrzynie kobiet Raw.

### Matt Riddle vs. Seth „Freakin” Rollins
Na SummerSlam, Matt Riddle pierwotnie miał zmierzyć się z Seth „Freakin” Rollins, ale walka została odwołana, ponieważ Riddle doznał kontuzji (kayfabe) doznanej przez Rollinsa na Raw przed galą. Jednak, podczas gali, pojawił się Riddle i zawołał Rollinsa i odaj mieli brawl,co zakończyło się wykonaniem Stompa na Riddle’u przez Rollinsa. 15 sierpnia na odcinku Raw, Riddle ujawnił, że został oczyszczony medycznie, a później na odcinku wdał się w kolejną bójkę z Rollinsem, zanim wyzwał go na pojedynek na Clash at the Castle, który został zaplanowany.

### Gunther vs. Sheamus
19 sierpnia na odcinku SmackDown, odbył się Fatal 5-Way match o miano pretendenckie do tytułu Intercontinental Championship na gali Clash at the Castle, w którym Sheamus pokonał Happy’ego Corbina, Madcap Mossa, Ricocheta i Samiego Zayna, zdobywając walkę z mistrzem Interkontynentalnym Guntherem na gali Clash at the Castle.

### Edge i Rey Mysterio vs. The Judgment Day
Na SummerSlam, The Mysterios (Rey Mysterio i Dominik Mysterio) pokonali The Judgement Day (Damiana Priesta i Finna Bálora) (z Rheą Ripley) po interwencji Edge’a, który został wyrzucony z Judgement Day w czerwcu. W nadchodzących tygodniach, Edge i The Mysterios kontynuowali feud z The Judgement Day, a 22 sierpnia, po zwycięstwie Edge’a nad Priestem w byłym rodzinnym mieście, Toronto, Edge próbował wykonać con-chair-to na Priesta, tylko po to, by zostać uderzonym low blowem przez Ripley. Bálor dołączył do walki, tylko po to, by żona Edge’a, Beth Phoenix, przyszła mu z pomocą. W następnym tygodniu, po walce Priesta i Bálora, Priest, Bálor i Ripley poprzysięgli zakończyć karierę Edge’a na Clash at the Castle. Następnie pojawił się Edge, co doprowadziło do ataku The Mysterios na Judgement Day, któremu udało się uciec. Później tej nocy walka, w której Edge i Rey zmierzą się z Priestem i Bálorem, został oficjalnie ogłoszona na Clash at the Castle.

## Gala
| Rola:                           | Osoba:            |
| ------------------------------- | ----------------- |
| Komentatorzy angielskojęzyczni  | Michael Cole      |
| Komentatorzy angielskojęzyczni  | Corey Graves      |
| Komentatorzy angielskojęzyczni  | Byron Saxton      |
| Komentatorzy hiszpańskojęzyczni | Marcelo Rodriguez |
| Komentatorzy hiszpańskojęzyczni | Jerry Soto        |
| Spiker                          | Samantha Irvin    |
| Sędziowie                       | Shawn Bennett     |
| Sędziowie                       | Dan Engler        |
| Sędziowie                       | Jessika Carr      |
| Sędziowie                       | Eddie Orengo      |
| Sędziowie                       | Charles Robinson  |
| Sędziowie                       | Rod Zapata        |
| Panel Pre-show                  | Jackie Redmond    |
| Panel Pre-show                  | Matt Camp         |
| Panel Pre-show                  | Peter Rosenberg   |

### Pre-show
Podczas pre-show Clash at the Castle, Madcap Moss połączył siły z The Street Profits (Montez Ford i Angelo Dawkins), aby zmierzyć się z drużyną Alpha Academy (Otis i Chad Gable) i Austin Theory w Six-man Tag Team matchu. W końcówce, Ford wykonał From The Heavens na Gable’u, aby wygrać walkę.

### Główne show
Rzeczywiste pay-per-view rozpoczęło się, gdy Alexa Bliss, Asuka i mistrzyni kobiet Raw Bianca Belair zmierzyły się z Damage CTRL (Bayley, Dakota Kai i Iyo Sky) w Six-woman Tag Team matchu. W końcówce, Bayley przypięła Belair, po tym jak Iyo Sky wykonała moonsault, aby wygrać walkę.
Następnie, Gunther (w towarzystwie zreformowanego Imperium (Giovanni Vinci i Ludwig Kaiser)) bronił mistrzostwo Interkontynentalne przeciwko Sheamusowi (w towarzystwie The Brawling Brutes (Butch i Ridge Holland)). Przed walką, Imperium miało brawl The Brawling Brutes, aż wszyscy się nawzajem znokautowali. Gdy Sheamus był na najwyższej linie, Gunther wysłał go poza ring chopem. Sheamus wykonał White Noise i Celtic Cross na Guntherze i zakończyło się to nearfallem. Kiedy Sheamus próbował wykonać Brogue Kick na Guntherze, jego plecy ugięły się. Gunther następnie wylądował powerbomb i wykonał lariat na Sheamusie, aby zachować tytuł.
Następnie, Liv Morgan broniła mistrzostwo kobiet SmackDown przeciwko Shaynie Baszler. W końcówce, Morgan wykonała Oblivion na Baszler, aby zachować tytuł.
Następnie, Edge i Rey Mysterio (w towarzystwie Dominika Mysterio) zmierzyli się z The Judgment Day (Finn Bálor i Damian Priest) (w towarzystwie Rhei Ripley). W końcowych momentach walki, Rey i Edge wykonali odpowiednio 619 i Spear na Bálorze, aby wygrać walkę. Po walce, Dominik przeszedł heel turn i zaatakował zarówno Edge’a, jak i jego ojca Reya.
W przedostatniej walce, Matt Riddle zmierzył się z Sethem „Freakin” Rollinsem. Gdy Rollins spróbował wykonać rolling elbow, Riddle skontrował i nzałożył gilotynę triangle choke na Rollinsie, który wyrwał się i wykonał Bro Derek na Riddle’u, przed nearfallem. Rollins skontrował Powerbomb od Riddle’a i wykonał Pedigree, ale nie udało mu się go przypiąć. Rollins wyśmiał Randy’ego Ortona, partnera Riddle’a, wykonując w Riddle’u Hangman’s DDT. Poza ringiem, Riddle rzucił Rollinsa na stół komentatorski i próbował zaatakować go stalowym krzesłem, ale Rollins tego uniknął. Kiedy Riddle wrócił na ring, Rollins wykonał Stomp. W kulminacyjnym momencie, Rollins wykonał drugi Stomp ze środkowej liny na Riddle’u, aby wygrać walkę.

### Walka wieczoru
W walce wieczoru, Roman Reigns bronił niekwestionowane mistrzostwo WWE Universal przeciwko Drew McIntyre’owi. Gdy Reigns chciał wykonać Superman Punch, McIntyre skontrował i wykonał Future Shock DDT. Reigns założył gilotynę na McIntyrze, który z niej wyszedł. Gdy McIntyre wykonał Claymore na Reignsie, Reigns nieumyślnie wpadł na sędziego, obezwładniając go. Austin Theory wybiegł i próbował wykorzystać swój kontrakt Money in the Bank, ale zawodowy bokser i urodzony w Wielkiej Brytanii Tyson Fury, który był w pierwszym rzędzie, znokautował go. McIntyre uderzył drugiego Claymore’a na Reignsie po tym, jak zdobył stalowe krzesło na nearfall. Gdy Reigns wykonał kolejny Superman Punch, McIntyre wykonał Spear. McIntyre kontynuonał ataki na Reignsie i wykonał Claymore, ale Solo Sikoa z NXT, młodszy kuzyn Reignsa, wyciągnął sędziego na zewnątrz. Reigns następnie wykonał Spear na McIntyrze, aby zachować tytuł. Po walce, Fury wszedł na ring i uścisnął rękę Reignsowi. Następnie pomógł McIntyre’owi wstać, po czym obaj zaśpiewali dla publiczności „American Pie” i „Sweet Caroline”.

## Wyniki walk
| Nr                                                                   | Wyniki | Stypulacje                                            | Czas  |
| -------------------------------------------------------------------- | --- | ----------------------------------------------------- | ----- |
| 1P                                                                   | Madcap Moss i The Street Profits (Angelo Dawkins i Montez Ford) pokonali Austina Theory’ego i Alpha Academy (Chada Gable’a i Otisa) poprzez pinfall      | Six-man Tag Team match                                | 6:29  |
| 2                                                                    | Damage CTRL (Bayley, Dakota Kai i Iyo Sky) pokonały Biancę Belair, Alexę Bliss i Asukę poprzez pinfall                                                   | Six-woman Tag Team match                              | 18:44 |
| 3                                                                    | Gunther (c) (z Imperium (Ludwigiem Kaiserem i Giovannim Vincim)) pokonał Sheamusa (z The Brawling Brutes (Butchem i Ridge’em Hollandem)) poprzez pinfall | Singles match o WWE Intercontinental Championship     | 19:33 |
| 4                                                                    | Liv Morgan (c) pokonała Shaynę Baszler poprzez pinfall                                                                                                   | Singles match o WWE SmackDown Women’s Championship    | 11:02 |
| 5                                                                    | Edge i Rey Mysterio (z Dominikiem Mysterio) pokonali The Judgment Day (Finna Bálora i Damiana Priesta) (z Rheą Ripley) poprzez pinfall                   | Tag Team match                                        | 12:35 |
| 6                                                                    | Seth „Freakin” Rollins pokonał Matta Riddle’a poprzez pinfall                                                                                            | Singles match                                         | 17:22 |
| 7                                                                    | Roman Reigns (c) pokonał Drew McIntyre’a poprzez pinfall                                                                                                 | Singles match o Undisputed WWE Universal Championship | 30:47 |
| (c) – mistrz/mistrzyni przed walkąP – walka miała miejsce w pre-show | |                                                       |       |

## Wydarzenia po gali

### Raw
W następnym odcinku Raw, Edge wyszedł i stwierdził, że zna Dominika Mysterio od dawna i opowiedział swoją historię z rodziną Mysterio. Rey, ojciec Dominika, wyszedł i chciał wyjaśnić jego postępowanie. Dominik następnie wyszedł, razem z The Judgement Day i zignorował swojego ojca. Po tym, jak Rey smutny wszedł za kulisy, Edge obiecał uzyskać odpowiedź od Dominika, jednak Judgement Day zaciekle zaatakowało Edge’a. W następnym odcinku czerwonej tygodniówki, Edge i Dominik zmierzyli się sobą w walce wieczoru odcinka, gdzie Edge wygrał przez dyskwalifikację po tym jak Bálor zaatakował go, po tym jak Edge radził sobie lepiej w brawlu z Bálorem, Ripley uderzyła go stalowym krzesłem, po tym dała krzesło Dominikowi aby zrobił to samo, co się okazało później skontzjowało Edge’a. Na odcinku z 26 września, po tym jak Matt Riddle pokonał Priesta i The Judgement Day zaatakowało Riddle’a, Edge powrócił po kontuzji i wykonał Clothesline na Bálorze oraz Spear na Priestcie, następnie wziął mikrofon i wyzwał Bálora na walkę na gali Extreme Rules w stypulacji „I Quit” match, która następnie została ogłoszona.
19 września na odcinku Raw, po tym jak Alexa Bliss, Asuka i mistrzyni kobiet Raw Bianca Belair oraz Damage CTRL znowu miały Brawl z którego górą wyszły heelowe zawodniczki, Bayley ogłosiła, że chce zdobyć Raw Women’s Championship na gali Extreme Rules. W następnym tygodniu, Bayley wyzwała Belair na walkę jeden na jednego o tytuł w stypulacji Ladder match, która została następnie ogłoszona na galę Extreme Rules.
Po pokonaniu Matta Riddle’a na Clash at the Castle. Seth „Freakin” Rollins otrzymał walkę o United States Championship 19 września na odcinku Raw. Jednak, w trakcie walki, Riddle otwrócił uwagę Rollinsa, kosztując tym samym Rollinsowi walkę o tytuł. Później na tym samym odcinku, Riddle wyzwał Rollinsa na walkę na gali Extreme Rules w stypulacji Fight Pit match, co Rollins zaakceptował.

### SmackDown
W następnym odcinku SmackDown, Solo Sikoa z NXT oficjalnie dołączył do The Bloodline, tym samym debiutując w głównym rosterze. Później tej nocy Sikoa walczył z Drew McIntyre’em, gdzie przegrał przez dyskwalifikację, ponieważ Karrion Kross zaatakował McIntyre’a, tym samym McIntyre rozpoczął rywalizację z Krossem. Ponadto Sikoa wygrał mistrzostwo NXT Ameryki Północnej podczas odcinka NXT 2.0 z 13 września zdobywając kolejno mistrzostwo dla Bloodline.
Także w następnym odcinku SmackDown, Rousey wygrała Fatal 5-Way Elimination match pokonując Lacey Evans, Natalyę, Sonyę Deville oraz Xię Li, zdobywając rewanż za SummerSlam przeciwko Liv Morgan o mistrzostwo kobiet SmackDown na gali Extreme Rules. W następnym tygodniu, Morgan i Rousey rozwaniały ze sobą twarzą w twarz w trakcie której Morgan wyzwała Rousey do walki w stypulacji Extreme Rules match, a Rousey zaakceptowała i Extreme Rules match stało się stypulacją walki.
A także w następnym odcinku SmackDown, Imperium (Gunther, Ludwig Kaiser i Giovanni Vinci) pokonali The Brawling Brutes – Sheamusa, Butcha i Ridge’a Hollanda w Six-man Tag Team matchu. Na odcinku z 16 września, odbył się Fatal 4-Way Tag Team match o miano pretendenckie do niekwestionowanego mistrzostwa WWE Tag Team w którym oprócz Imperium reprezentowanego przez Kaisera i Vinciego i The Brawling Brutes reprezentowanego przez Butcha i Hollanda brali udział również Hit Row (Ashante „Thee” Adonis i Top Dolla w towarzystwie B-Fab) oraz The New Day (Kofi Kingston i Xavier Woods), który wygrali The Brawling Brutes po tym jak Imperium wykonali Imperium Bomb na Kingstonie, a Holland zmienił się z Kaiserem i wyrzucił go z ringu, a następnie przypiął Kingstona. W następnym odcinku niebieskiej tygodniówki, odbyła się walka The Usos (Jey Uso i Jimmy Uso) z The Brawling Brutes, którą wygrali Usos po tym jak interweniowali w nią Imperium. 29 września, ogłoszono, że ta szóstka zmierzy się ze sobą ponownie w Six-man Tag Team matchu na Extreme Rules tylko z dodatkową stypulacją jaką jest Good Old Fashioned Donnybrook match.